# Alférievo
Alférievo (en rus: Алферьево) és un poble de l'óblast de Riazan, a Rússia, segons el cens del 2010 tenia 170 habitants.